# Agave decipiens
Agave decipiens – gatunek z rodziny szparagowatych (podrodzina agawowe). Jego pochodzenie jest niejasne, prawdopodobnie jest wynikiem krzyżowania taksonów rodzicielskich z Ameryki Środkowej. Znany jest z kilku stanowisk z południowej Florydy.

## Morfologia

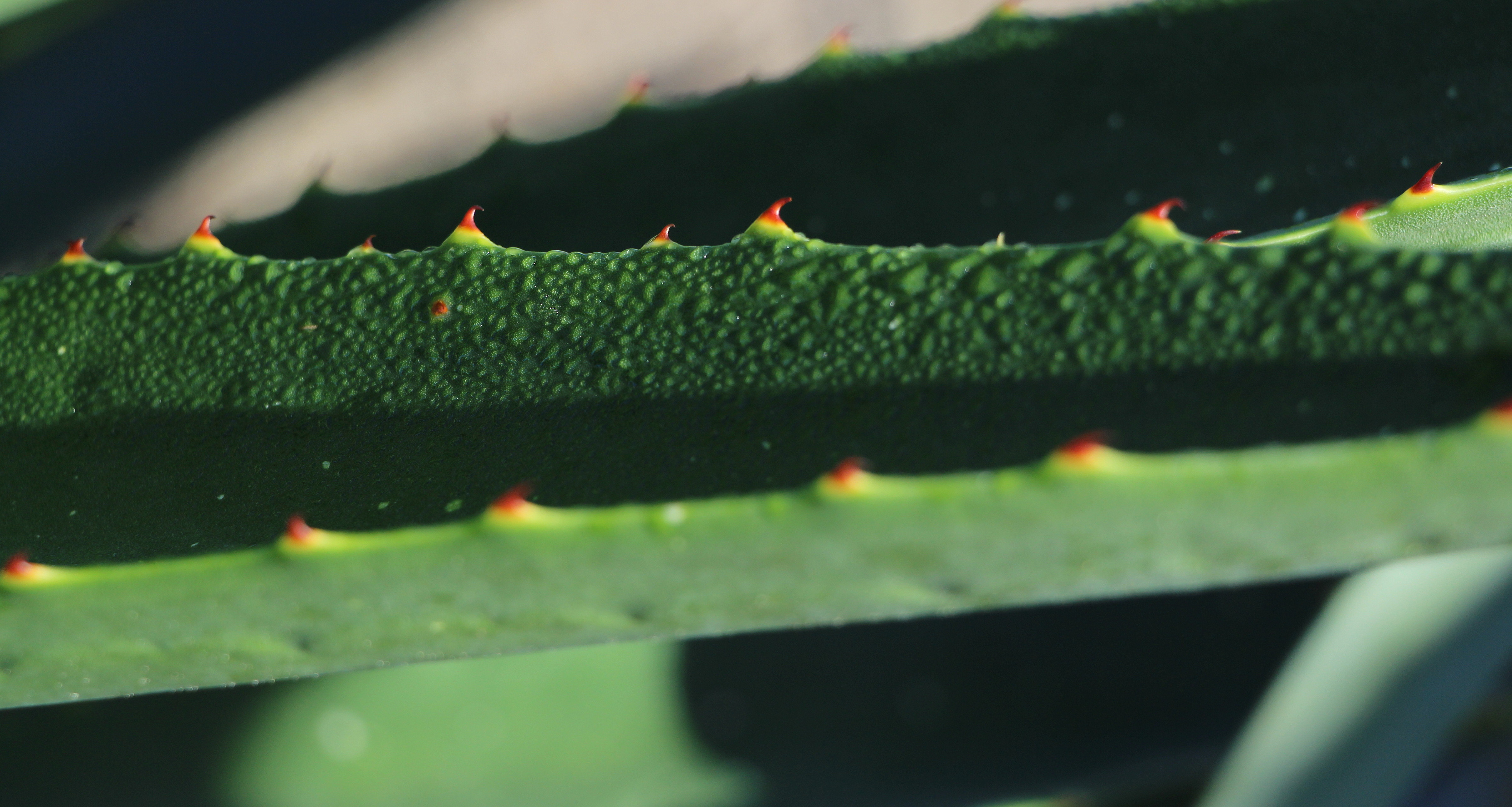
Liście A. decipiens

PokrójRoślina o drewniejącym pniu, z licznymi odrostami, osiągająca do 4 m wysokości.
LiścieDługość liści zwykle wynosi 70–100 cm, rzadko dochodzi nawet do 200 cm. Lekko faliste brzegi uzbrojone są w kolce o długości 3 mm, wyrastające w odstępie 1–2 cm. Na końcu liścia ciemnobrązowy, stożkowaty kolec o długości do 2 cm.
KwiatyWyrastają w wiesze na pędzie kwiatonośnym osiągającym 5 m wysokości. Skupione są po kilkanaście i więcej, osiągają 6–8 cm długości, są zielono-żółte.
OwoceSuche torebki o długości 3,5–5 cm. Nasion u tego gatunku nie stwierdzono.